# Family Tree (Nick Drake)
Family Tree è una compilation del cantautore inglese Nick Drake, pubblicata su CD e vinile dalla Island Records, nel 2007.

## Descrizione
La raccolta contiene per gran parte materiale inedito, in precedenza circolato soltanto su bootleg: per lo più incisioni amatoriali custodite dagli eredi, effettuate da Drake stesso o da suoi famigliari negli anni sessanta presso "Far Leys", la casa di famiglia a Tanworth-in-Arden, oppure da lui solo ad Aix-en-Provence tra l'aprile e il maggio del 1967 o a casa del compagno di college e futuro arrangiatore Robert Kirby a Cambridge, alla fine dello stesso anno. Alcune tracce consistono in semplici accenni o frammenti di brani.
I nastri sono tutti anteriori all'album di debutto Five Leaves Left (1969), compresi i demo dei brani Day is Done e Way to Blue, che Drake poi reincise per quel disco. Been Smokin' Too Long e Strange Meeting II sono le uniche tracce dell'intera raccolta ad essere già comparse in versione identica su un disco ufficiale del cantautore: per l'esattezza, sulla compilation postuma Time of No Reply (1987).
Secondo le note di copertina lo scopo della raccolta è, fra l'altro, illustrare le influenze musicali e culturali che plasmarono la poetica e lo stile di Drake: numerose sono infatti le interpretazioni di pezzi altrui o tradizionali. In accordo con lo spirito "genealogico" suggerito dal titolo, l'album include anche un duetto con la sorella Gabrielle nel brano folk americano All My Trials, due canzoni scritte e interpretate con pianoforte e voce da Molly Lloyd Drake – madre del cantautore – e una versione del Trio Kegelstatt in Mi♭maggiore K. 498 di W. A. Mozart eseguita da Drake stesso al clarinetto assieme agli zii Chris e Nancy McDowall, rispettivamente al pianoforte e alla viola.

## Tracce
Testi e musiche di Nick Drake, eccetto dove indicato.
1. Come in to the Garden (Introduction) – 0:32
2. They're Leaving Me Behind – 3:17
3. Time Piece – 0:43
4. Poor Mum (performed by Molly Drake) – 1:38 (Molly Drake)
5. Winter Is Gone – 2:42 (tradizionale)
6. All My Trials (feat. Gabrielle Drake) – 1:55 (tradizionale)
7. Kegelstatt Trio for Clarinet, Viola and Piano (performed by The Family Trio) – 1:14 (musica: Wolfgang Amadeus Mozart)
8. Strolling Down the Highway – 2:50 (Bert Jansch)
9. Paddling in Rushmere – 0:24 (tradizionale)
10. Cocaine Blues – 2:59 (tradizionale)
11. Blossom – 2:41
12. Been Smokin' Too Long – 2:13 (Robin Friederick)
13. Black Mountain Blues – 2:37 (tradizionale)
14. Tomorrow Is a Long Time – 3:40 (Bob Dylan)
15. If You Leave Me – 2:04 (tradizionale)
16. Here Come the Blues – 3:53 (Jackson C. Frank)
17. Sketch 1 – 0:59
18. Blues Run The Game – 2:25 (Jackson C. Frank)
19. My Baby So Sweet – 1:45 (tradizionale)
20. Milk and Honey – 2:59 (Jackson C. Frank)
21. Kimbie – 3:26 (tradizionale)
22. Bird Flew By – 2:54
23. Rain – 3:07
24. Strange Meeting II – 4:27
25. Day Is Done – 2:20
26. Come into the Garden – 1:59
27. Way to Blue – 2:51
28. Do You Ever Remember? (performed by Molly Drake) – 1:37 (Molly Drake)

## Musicisti
- Nick Drake – voce, chitarra, clarinetto (traccia: 7), pianoforte
- Gabrielle Drake – voce (traccia: 6)
- Molly Drake – pianoforte, voce (tracce: 4, 28)
- Chris McDowall – pianoforte (traccia: 7)
- Nancy McDowall – viola (traccia: 7)